# Xantholobus
Xantholobus  (лат.) — род равнокрылых насекомых из семейства горбаток (Smiliinae, Membracidae).
Неарктика: США и Канада. Развиваются на растениях семейств Betulaceae (Betula); Fagaceae (Quercus); Juglandaceae (Carya). Передние крылья с разделёнными у основания жилками R, M и Cu. Голени задней пары ног с 3 продольными рядами капюшоновидных сет (cucullate setae).
.

## Систематика
Около 10 видов. Род включён в трибу Smiliini.
- Xantholobus altus
- Xantholobus arenatus
- Xantholobus arizonensis
- Xantholobus coconinus
- Xantholobus hirsutus
- Xantholobus inflatus
- Xantholobus intermedia
- Xantholobus lateralis
- Xantholobus mutica
- Xantholobus nigrocincta
- Xantholobus nitidus